# 謝伊 (內布拉斯加州)
謝伊（英語：Shea）是位於美國內布拉斯加州傑佛遜縣的鬼鎮。

## 歷史
謝伊的郵局於1912年設立，其後於1916年停運。

## 地理
謝伊所處的海拔為高於海平面409米（即1342英呎），而該地所採用的時區為UTC-6，即北美中部时区（CST）。同時該地設有夏令時間，為UTC-6調快一小時，即UTC-5（CDT）。